# 布茨尼夫
49°28′42″N 25°33′58″E / 49.47833°N 25.56611°E

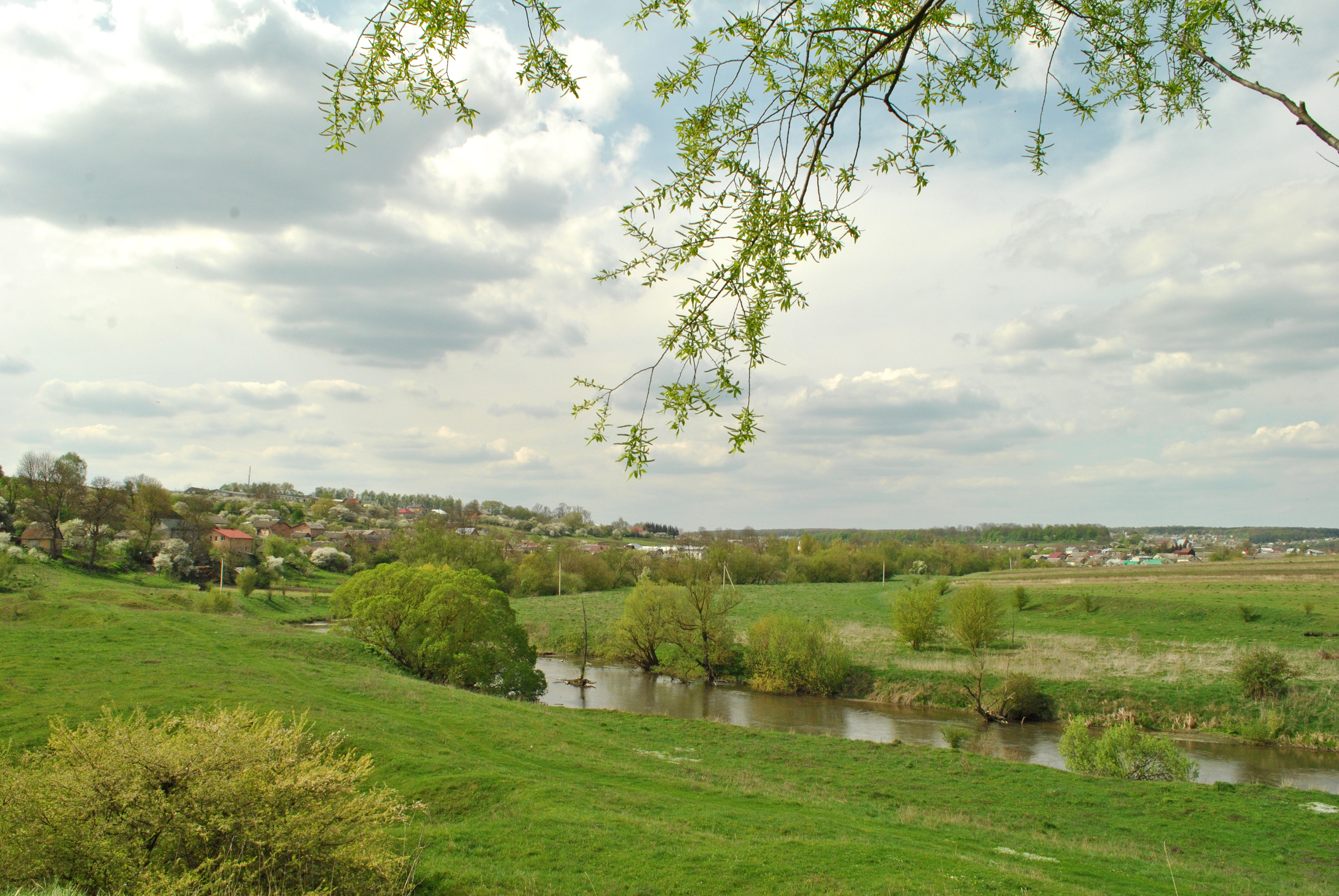

布茨尼夫（羅馬化：Butsniv）是烏克蘭的村落，位於該國西部捷爾諾波爾州，由捷爾諾波爾區負責管轄，處於塞雷特河右岸，面積2.48平方公里，海拔高度304米，2001年人口1,223。